# 浪人餐桌
《浪人餐桌》（日語：野武士のグルメ，直譯：野武士美食家）為久住昌之創作的美食散文小品。原作由土山繁改編為同名漫畫。

## 概要
相當喜愛美食的久住，對於享用美食時的心理層面於此作品中有極為細膩的描述。本作之改編電視劇已於Netflix上傳。網路漫畫版於「幻冬舎plus」上連載。2014年6月27日起《漫畫版 野武士的餐桌 2nd season》開始連載。2015年6月5日起續以《3rd season》連載。漫畫版主角為虛構人物，內容風格與久住原作的另一部漫畫《孤獨的美食家》相似。與《孤獨的美食家》從事進口雜貨生意的主角井之頭五郎不同，此作品主角香住武的角色設定為為屆齡退休的社會人士。

## 登場人物
香住武
漫畫版主角。已婚，妻子在漫畫版中是以背影出現。女兒就讀外地的大學，作品中並未登場。60歲時於服務35年的公司屆齡退休。在時間與金錢能自由運用的情形下，自詡為擺脫虚幻樸實形象的粗曠「野武士」，決心要依照自己的喜好走訪各處，享用自己認為最美味的美食。

## 書籍情報

### 小品散文
- 《野武士的餐桌》 （普遊舎，2009年1月24日，ISBN 9784883809103 ）
- 《野武士的餐桌 增量新裝版》 （普遊舎，2014年3月20日，ISBN 9784863919495 ）

### 漫畫
- 《漫畫版 野武士的餐桌》（幻冬舎，2014年3月20日，ISBN 9784344025530 ）
- 《漫畫版 野武士的餐桌 2nd 》 （幻冬舎，2015年3月14日，ISBN 9784344027398 ）

## 連續劇
同名連續劇《浪人餐桌》（英文標題：《Samurai Gourmet》，Netflix中文標題：《武士美食家》）2017年3月17日由Netflix在世界190餘國上傳播出，由竹中直人主演。全劇共12集。

### 登場人物
- 香住武：竹中直人（年輕時期：戶塚純貴）
- 野武士：玉山鐵二
- 香住靜子：鈴木保奈美（年輕時期：傳彩夏）

#### 各集客串演員
第1集「定時屋的午間啤酒」
- 宮地雅子

第2話「惡魔女士」
- 大島蓉子

第3集「清晨的竹筴魚」
- 渡邊哲[9]

第4集「她的燒肉」
- 中村百合香

第5集「臨時錄影便當」
- 溫水洋一
- 柳百合菜

第6集「純喫茶午餐」
- 玉袋筋太郎
- 清水葉月

第7集「漏雨的大眾酒場」
- 廣岡由里子

第8集「野武士的義大利午餐」
- 武藤令子
- 辻本耕志

第9集「心中的可樂餅」
- 長谷川霞
- 鈴木華繪

第10集「白髮的騎士」
- 龜岡圓子
- 阿諾（Arno L Gall）
- 泰勒（Taylor Richard）
- 黑部進
- 伊吹吾郎

第11集「紀念日的關東煮」
- 松浦佐知子
- 菅原大吉

第12集「記憶中的牛肉燴飯」
- 松原智惠子

### 製作團隊
- 導演：藤井道人 / 星護 / 寶來忠昭
- 製作公司：共同電視
- 製作：Netflix

## 外部連結
- （日語）野武士的餐桌－幻冬社官方網站 （页面存档备份，存于）
- 在Netflix上觀看《武士美食家》